# Rondibilis amanoi
Rondibilis amanoi là một loài bọ cánh cứng trong họ Cerambycidae.